# Вторжение Израиля в Сирию (с 2024)
Вторжение Израиля в Сирию в 2024 году — интервенция Армии обороны Израиля (ЦАХАЛ) в приграничные районы Сирии, начатая 8 декабря после краха правительства Асада. 11 декабря получила название «Стрелы Башана» (ивр. חץ הבשן‎, «хец ха-Башан»).
Операция стала первым за 50 лет случаем, когда израильские войска пересекли сирийскую границу после заключения соглашения о прекращении огня 31 мая 1974 года в результате войны Судного дня.

## Предыстория
В конце ноября 2024 года сирийская оппозиция развернула наступление на позиции правительственных войск САР на северо-западе провинции Алеппо, преодолев за 11 дней всю территорию страны, оппозиционные группировки захватили Дамаск и свергли режим Башара Асада. Тем временем регион Голанских высот на юге Сирии, который был оккупирован Израилем ещё в 1967 году, не был включён напрямую во внутреннее противостояние. Однако 8 декабря премьер-министр Израиля Биньямин Нетаньяху заявил, что Израиль для обеспечения своей безопасности намерен применять силу и начал продвигаться в районе Голанских высот.

## Цели
Министр обороны Израиля Исраэль Кац поставил перед израильской армией четыре основные стратегические цели, которые необходимо выполнить «в ближайшее время»:
- обеспечить полный контроль над буферной зоной и другими стратегическими позициями в Сирии;
- создать зону безопасности, выходящую за пределы буферной зоны, сосредоточившись на уничтожении всего тяжёлого вооружения и террористической инфраструктуры, которые могут представлять угрозу для Израиля, и установив контакт с местными общинами друзов и другими региональными общинами;
- немедленно предотвратить восстановление иранских путей контрабанды оружия в Ливан через сирийскую территорию и пограничные переходы;
- продолжать уничтожать стратегические системы тяжёлого вооружения по всей Сирии, включая сети противовоздушной обороны, ракетные системы и береговые укрепления.

Израиль также заявил, что не потерпит угроз в отношении друзов и требует полной демилитаризации всей сирийской территории южнее Дамаска.

## Силы и средства
Основой сил ЦАХАЛ, действующих в демилитаризованной зоне вдоль израильско-сирийской границы, стала 210-я территориальная дивизия «Ха-Башан» (усиленные инженерными и бронетанковыми подразделениями боевые группы 474-й территориальной бригады «Ха-Голан» и 810-й резервной бригады «Ха-Арим»). При этом 474-я бригада действует вдоль линии разграничения, а 810-я бригада вместе с подразделением «Шальдаг» проводят операцию на сирийском Хермоне. Также в боевых действиях на территории Сирии под управлением штаба 210-й дивизии участвуют 101-й парашютно-десантный батальон «Петен» из состава 35-й мобильной парашютно-десантной бригады «Цанханим» (в районе Тель-Кутаны) и боевая группа 89-й сводной бригады специального назначения «Оз».
Есть сведения об участии в операции 77-го батальона 7-й бронетанковой бригады «Саар ми-Голан» и 188-й бронетанковой бригады «Барак».

## Ход событий
2024

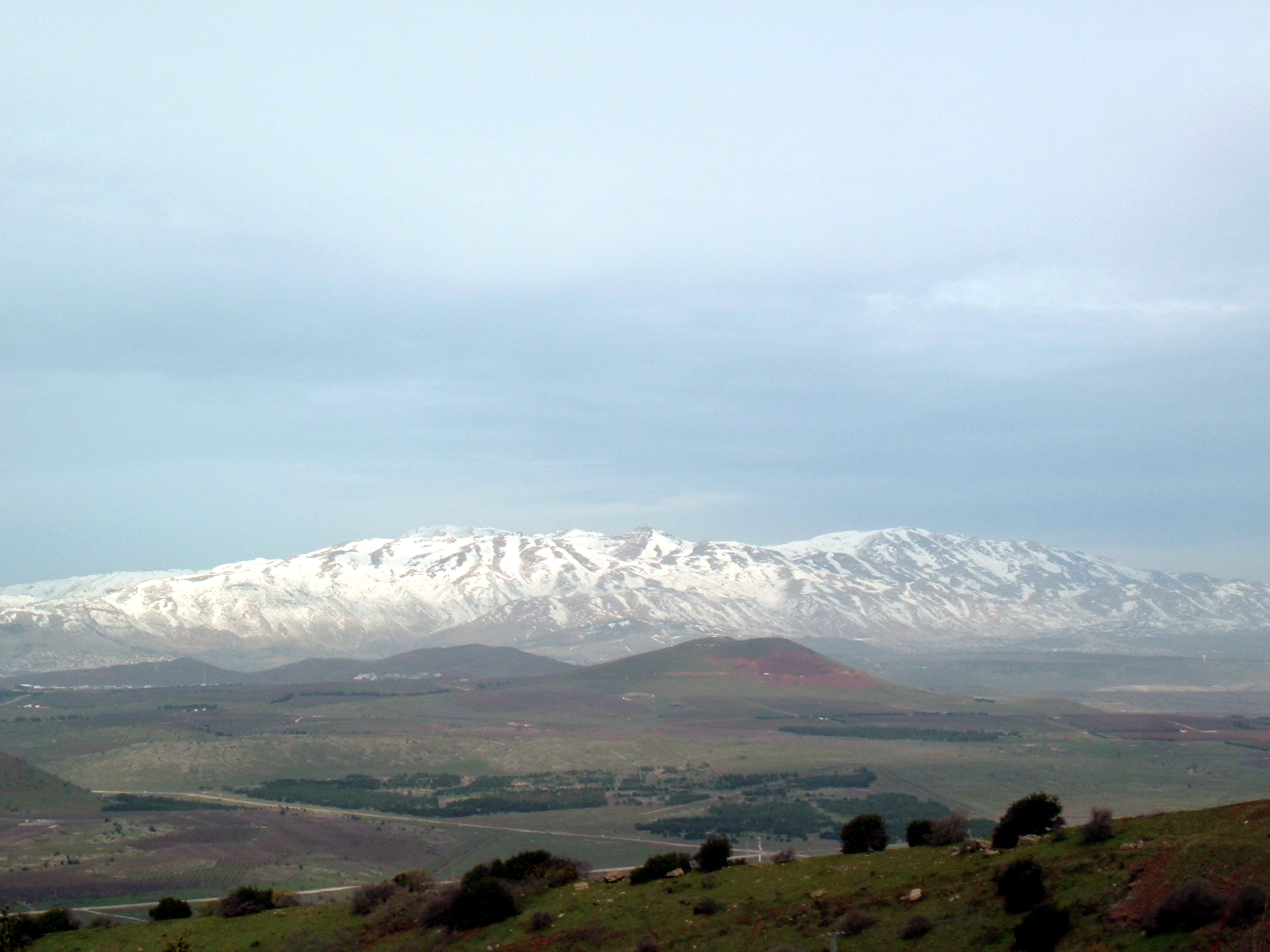
Гора Хермон, вид с горы Бенталь на Голанских высотах

8 декабря 2024 года ЦАХАЛ сообщил, что израильские бронетанковые подразделения пересекли линию разграничения на Голанских высотах. Армия обороны Израиля заявила, что они начали операцию с целью укрепления границы с Сирией путём установления контроля над буферной зоной.

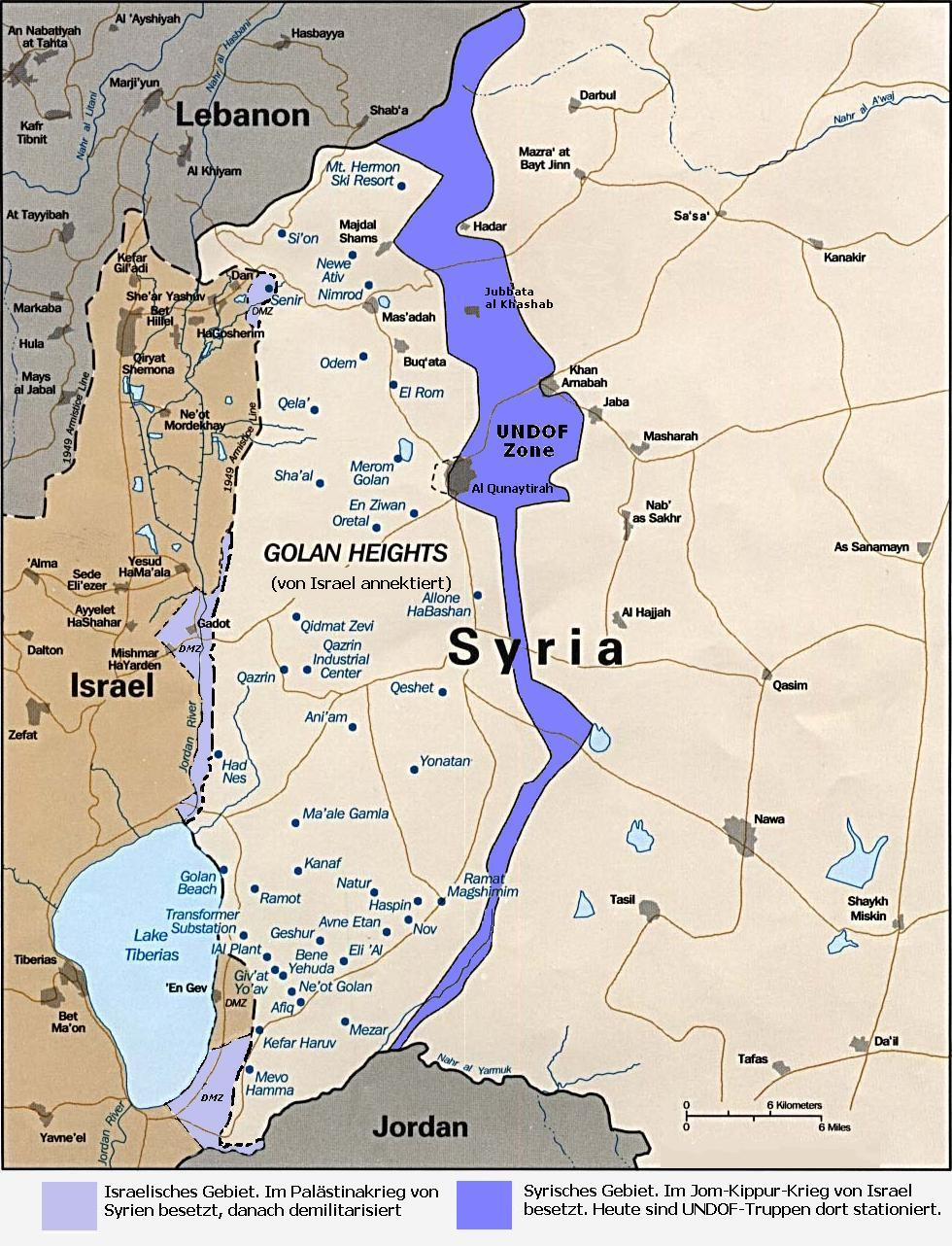
Карта зоны СООННР (выделена фиолетовым цветом)

Премьер-министр Израиля Биньямин Нетаньяху во время своей поездки в приграничный район заявил, что в связи с падением режима Асада в Сирии, соглашение о разделении сил с Сирией утратило силу.
Военное наступление распространилось на провинцию Эль-Кунейтра и значительные силы вошли в город Хан-Арнабе. Израильская армия значительно усилила своё присутствие в установленной буферной зоне. Сирийские СМИ сообщили, что израильские войска вошли в центр города Аль-Баас. ВВС Израиля атаковали в Сирии завод по производству химического оружия, а также наносят удары по военным базам бывших ВС Сирии. Вечером израильские ВВС провели авиаудары по исследовательскому центру в Дамаске, а также авиабазе Меззе.

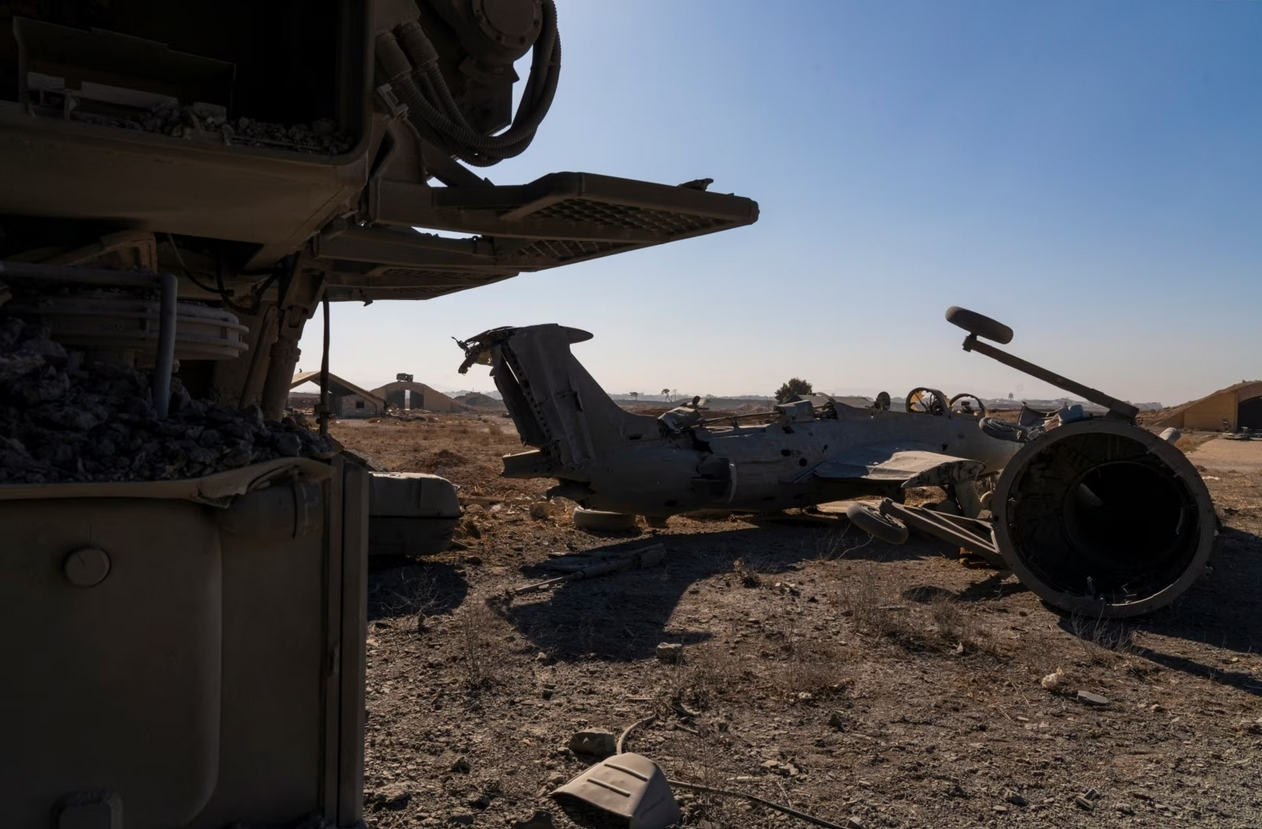
Военный самолёт, уничтоженный израильскими авиаударами на авиабазе Меззе

9 декабря авиаудары израильской авиации продолжились. ВВС Израиля нанесли удар по складу с химическим оружием, провинциям Дараа и Сувейда на юге Сирии, авиабазе к северу от Сувейды, а также множеству складов с оружием и боеприпасами оставленными после поражения войск Асада. К вечеру Биньямин Нетаньяху заявил, что Голанские высоты навсегда останутся под властью Израиля. ВВС Израиля нанесли удар по порту в Латакии. За день было нанесено более 100 ударов. По словам высокопоставленного израильского чиновника, удары по Сирии «будут продолжаться в ближайшие дни».
10 декабря израильские танки выдвинулись за пределы буферной зоны вдоль границы с Сирией и были замечены примерно в 20 км от Дамаска в населённом пункте Катана. Израильская армия заявила об отсутствии продвижения своих войск в сторону Дамаска. Этим же днём стало известно, что в ходе удара по порту в Латакии, израильские ВВС уничтожили военные корабли сирийской армии на которых, предположительно, находились ракеты класса «море — море». Израильские службы безопасности назвали это «крупнейшей воздушной операцией, проведённой военно-воздушными силами в истории». Бывший командир повстанцев заявил, что «потребуются десятилетия, чтобы восстановить национальную сирийскую армию».
В ночь на 12 декабря израильские ВВС нанесли удары по целям на севере Сирии. Днем 12 декабря ВВС Израиля нанесли серию ударов по окрестностям Дамаска. Этим же днём израильские войска вошли в посёлок Умм-Батна в провинции Эль-Кунейтра. Местные жители покинули посёлок после предупреждения израильской армии о необходимости его покинуть. Сирийские курды обратились к Израилю с просьбами о помощи в борьбе с захватившими власть в Сирии террористами.
С 12 по 13 декабря сирийские источники сообщили, что израильские войска провели официальные встречи с представителями местных общин в районе бассейна реки Ярмук на юго-западе провинции Дараа. Сообщается, что они использовали громкоговорители и низколетящий беспилотник для трансляции сообщений, призывающих к встречам и выдвигающих требования. Израильские военные выдвинули конкретные требования к местному населению в отношении безопасности, включая сдачу всего оружия, соблюдение требований о досмотре и запрет на вооружённое сопротивление любым военным операциям. Сирийские источники также утверждали, что израильские войска использовали громкоговорители, чтобы предупредить местных жителей о необходимости покинуть свои дома.

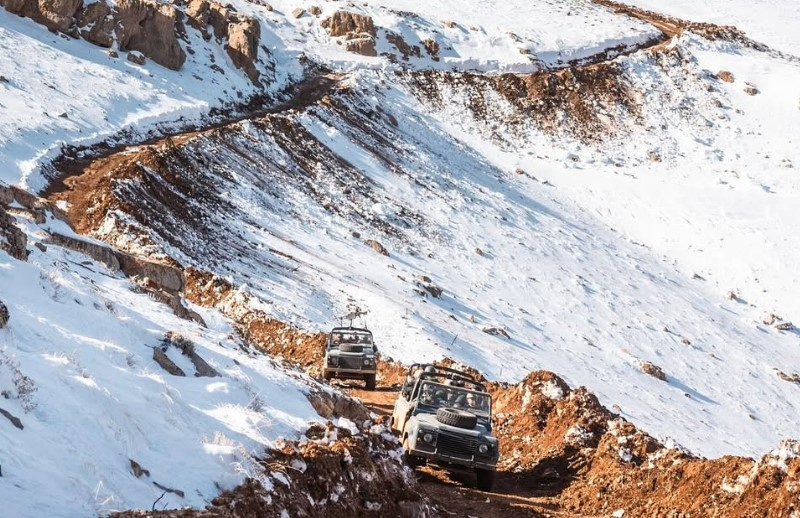
Солдаты из подразделения «Шальдаг» на сирийской стороне горы Хермон, декабрь 2024 года

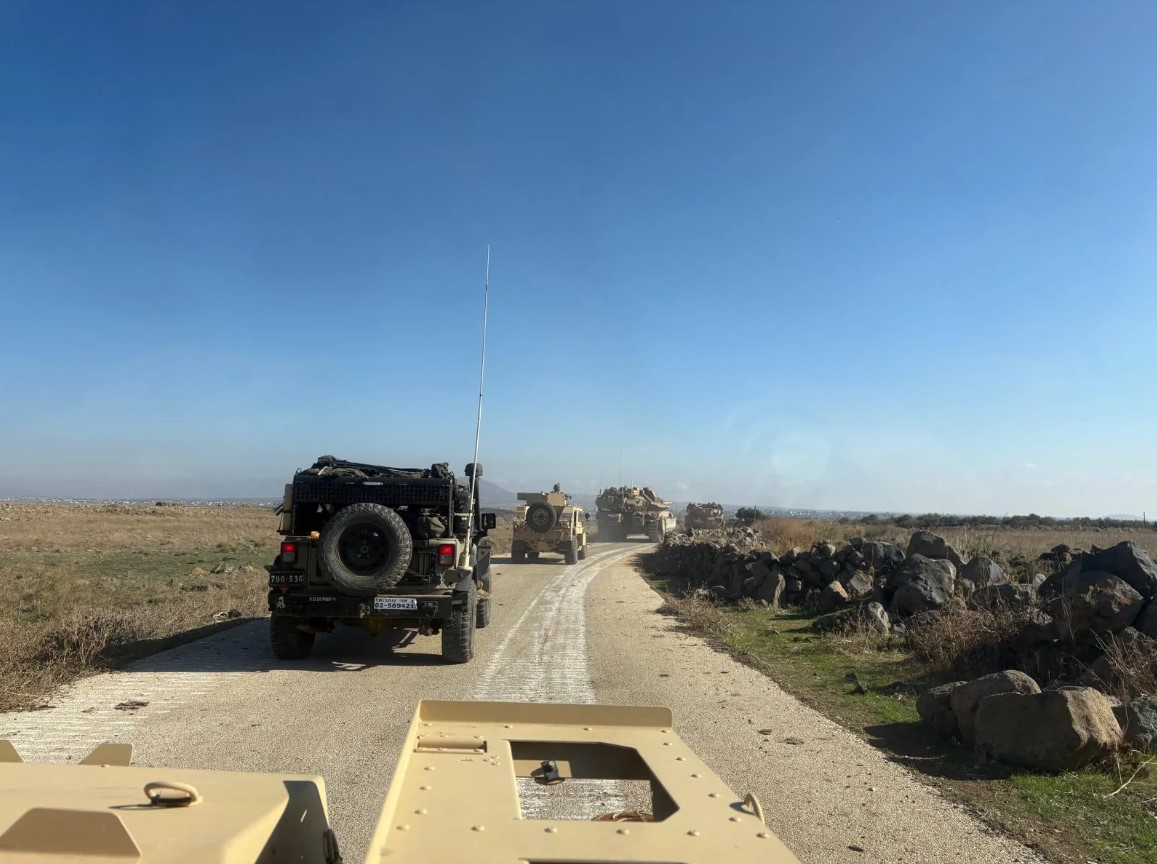
Техника 7-й бронетанковой бригады, поддерживающая бригаду десантников, идущая в Сирию

13 декабря Израиль продолжает наносить удары по территории Сирии и за несколько часов сбросил около 1 800 бомб на более чем 500 целей, а также укрепляет бывшую линию разграничения на границе.

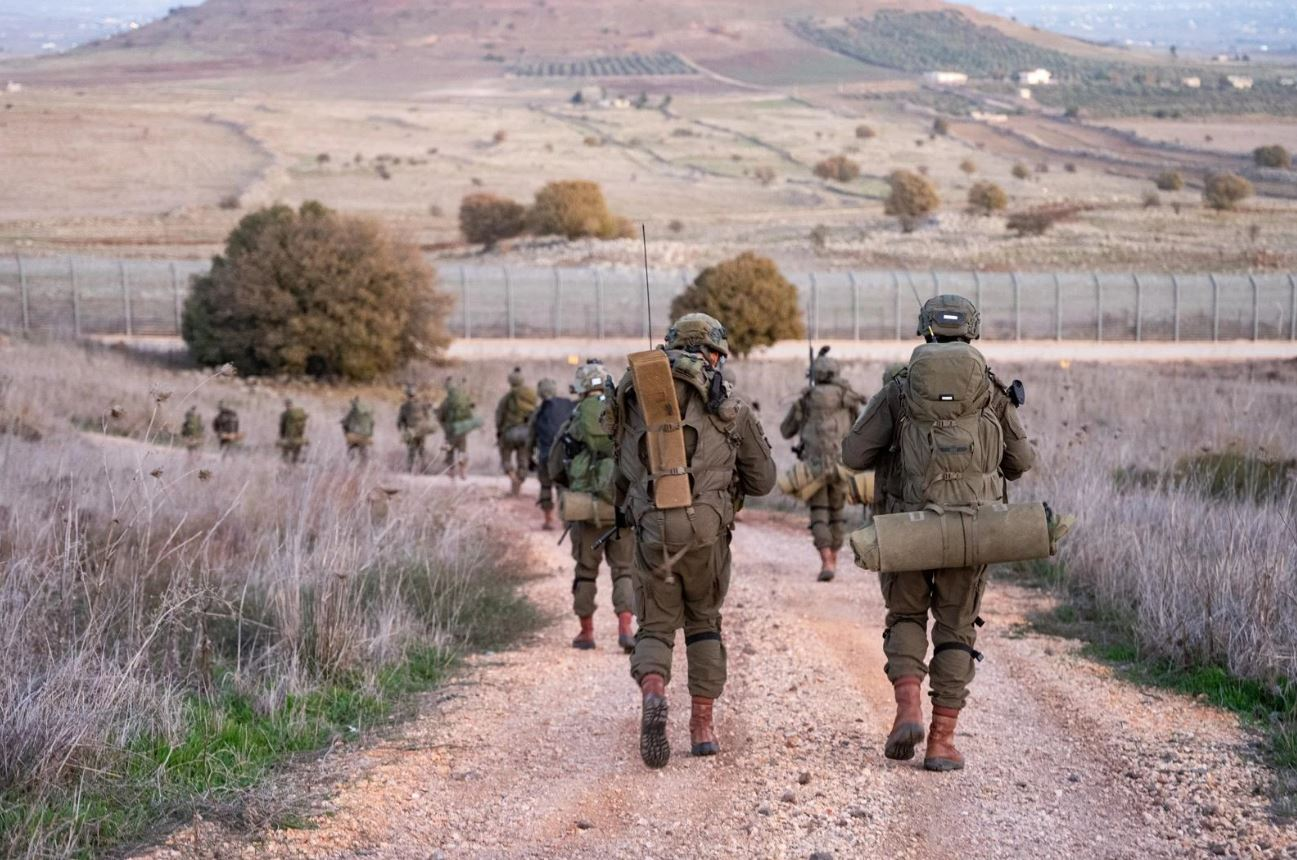
Солдаты из 35-й парашютно-десантной бригады пересекают пограничный забор на Голанских высотах, декабрь 2024 года

14 декабря Турция пригрозила Израилю сбитием израильских самолётов в случае если Израиль окажет огневую поддержку курдским формированиям на севере Сирии. Истребители израильских ВВС нанесли ракетные удары по шести военным объектам на сирийской территории. Под удар, в частности, попала база ВВС Сирии Думейр, расположенная в 40 километрах к северо-востоку от Дамаска.
15 декабря лидер ХТШ и лидер оппозиции Абу Мухаммад аль-Джулани обвинил израильских военных в неправомерном нападении на Сирию. Правительство Израиля заявило, что будет расширять израильские поселения на Голанских высотах. Биньямин Нетаньяху объявил о планах удвоить население Голанских высот, заявив, что «укрепление Голан — это укрепление Государства Израиль».
16 декабря Израиль атаковал сирийские системы противовоздушной обороны (ПВО) в провинции Тартус, а также нанёс удары по военным складам в провинциях Хама, Хомс и Латакия.
18 декабря телеканал «Аль-Джазира» сообщил, что израильские военные насильно изгнали 100 сирийских семей из Голанских высот, угрожая применить огнестрельное оружие.
20 декабря израильские военные заняли ещё две сирийские деревни — Джамла и Маараба, открыв огонь по двум сирийцам, которые выступили против.
30 декабря солдаты Израиля вошли в населённый пункт Мадинат-эль-Баас и обыскали местные административные учреждения.
2025
9 января 2025 года израильские официальные лица заявили, что они собираются «в долгосрочной перспективе» занять 15-километровую «зону контроля» и 60-километровую «сферу влияния» в глубине Сирии.
15 января 2025 года ВВС Израиля нанесли удар по колонне автомобилей «Хайят Тахрир аш-Шам» в провинции Эль-Кунейтра, убив двух боевиков «ХТШ» и мэра местной деревни. Это был первый случай, когда Израиль атаковал силы «ХТШ» после падения режима Асада.
31 января 2025 года израильские войска были обстреляны боевиками верной Асаду группировки под названием «Сирийское народное сопротивление».
2 февраля 2025 года Армия обороны Израиля вблизи Джубата-эль-Хашаб и близлежащих деревень создала посты и военные базы.
23 февраля 2025 года АОИ подтвердили, что построили по меньшей мере девять военных постов в Сирии, в том числе два на горе Хермон и семь в буферной зоне.
26 февраля израильские ВВС нанесли удары по военным объектам на юге Сирии.
1 марта премьер-министр Израиля Биньямин Нетаньяху и министр обороны Исраэль Кац приказали Армии обороны Израиля подготовиться к защите общины друзов в Джарамане.
16 июля израильские ВВС нанесли удар по Дамаску, поразив здание генштаба и окрестности президентского дворца с целью вывода сирийских войск из друзской провинции Эс-Сувейда, охваченной беспорядками.

## Международная реакция
- ООН: Представитель Генерального секретаря ООН Антониу Гутерриша Стефан Дюжаррик заявил, что расширение Израилем своей зоны оккупации в Сирии является нарушением соглашения 1974 года[91].
- Египет: осудил расширяющееся израильское вторжение в Сирию: «Израиль использует нынешнюю нестабильность в Сирии, чтобы расширить свою оккупацию и навязать новый свершившийся факт, что является явным нарушением международного права»[92].
- Катар: осудил вторжение Израиля и оккупацию буферной зоны и «счёл это опасным развитием событий, вопиющим нападением на суверенитет и единство Сирии и вопиющим нарушением международного права»[93].
- Иордания: Министр иностранных дел Айман Сафади осудил вторжение, заявив, что оно нарушает международное право[94].
- Ирак: Министерство иностранных дел Ирака выступило с заявлением, осуждающим нападения Израиля на Сирию как «действие, [которое] является вопиющим нарушением международного права и соответствующих международных резолюций», и призвало Совет Безопасности ООН «выполнить свои обязанности, осудив эту вопиющую агрессию и приняв необходимые меры для прекращения этих нарушений»[95].
- Иран: Представитель Министерства иностранных дел Ирана заявил, что «эта агрессия является вопиющим нарушением Устава Организации Объединённых Наций» и «мы требуем немедленного реагирования Совета Безопасности ООН, чтобы остановить агрессию и привлечь оккупационный режим к ответственности»[96][97].
- Саудовская Аравия: Министерство иностранных дел Саудовской Аравии осудило вторжение Израиля, заявив, что оно «разрушит шансы Сирии на восстановление безопасности»[98].
- Соединённые Штаты Америки: пресс-секретарь Госдепартамента Мэтью Миллер заявил, что «каждая страна имеет право принимать меры против террористических организаций, и каждая страна, я думаю, будет обеспокоена возможным вакуумом, который могут заполнить террористические организации на её границе», заявив, что вторжение Израиля «является временной мерой, которую они предприняли в ответ на действия сирийских военных по выводу войск из этого района»[99].
- Объединённые Арабские Эмираты: осудили Израиль за оккупацию буферной зоны[100].
- Пакистан: Представитель Министерства иностранных дел Пакистана заявил, что этот шаг является серьёзным нарушением международного права и опасным развитием событий в и без того нестабильном регионе. Он также выразил полную поддержку суверенитету и территориальной целостности Сирии и призвал к немедленным международным действиям, чтобы положить конец нарушениям со стороны Израиля[101].
- Турция: вместе с несколькими странами региона решительно осудила нападение, заявив, что оно нарушает соглашение 1974 года. Министерство иностранных дел Турции подчеркнуло, что действия Израиля демонстрируют «оккупационный менталитет», особенно в критический момент, когда мир и стабильность в Сирии были на грани. Турция вновь заявила о своей поддержке автономии и территориальной целостности Сирии и подчеркнула важность защиты региональной стабильности[102][103].
- Франция: Министерство иностранных дел Франции призвало Израиль «вывести войска из зоны и уважать суверенитет и территориальную целостность Сирии», назвав размещение войск нарушением соглашения 1974 года[104].

## Анализ
По мнению ведущего научного сотрудника Центра арабских и исламских исследований Института востоковедения РАН Бориса Долгова, руководству Израиля не следует радоваться смене власти в Сирии. По его словам, оставивший власть в стране Башар Асад был предсказуем для израильтян. При этом, как себя поведут исламистские силы — никто не знает. Эксперт допустил, что первое время оппозиционная власть в Сирии может притвориться другом для Израиля, чтобы спасти свою хрупкую власть. Но долго выдавать себя за союзников они не будут, поскольку «уничтожение Израиля есть в списке целей всех организаций, исповедующих радикальный ислам».
В интервью «Аль-Джазире» Роберт Гейст Пинфолд, преподаватель международного мира и безопасности в Даремском университете, заявил: «Голанские высоты должны быть буферной зоной для защиты остальной части Израиля. Так что теперь Израиль, по сути, утверждает, что ему нужна буферная зона для защиты своей буферной зоны, которая защищает остальную часть Израиля, и остаётся только гадать, чем всё это закончится».